# Inženýr architekt
Inženýr architekt (z lat. ingerum architectus) je akademický titul absolventa vysoké školy v magisterském studijním programu v oblasti architektury. V Česku je tento titul udělován v oblasti architektury na fakultách architektury technických univerzit a také na některých stavebních fakultách technických univerzit. Zkratka tohoto titulu je Ing. arch., mimo oblast architektury se používá varianta, resp. akademický titul, inženýr ve zkratce Ing. (z lat. ingeniator), přičemž obě zkratky titulů se případně umísťují před jméno. Dosažený stupeň vzdělání dle ISCED je 7 (master's degree). 
Obecněji je inženýr označení – bez ohledu na vzdělání a titul – pro odborníka v oblasti nazývané inženýrství.
Udělování titulu „inženýr architekt“ (resp. i titulu „inženýr“) se v České republice řídí zákonem č. 111/1998 Sb., o vysokých školách, ve znění pozdějších předpisů. Získá ho absolvent 1–3letého studia, v případě navazujícího magisterského studia na bakalářský studijní program, nebo 4–6letého studia v případě magisterského studijního programu (samostatného, celistvého, tedy souvislého a nenavazujícího studia) na univerzitě, případně na jiné vysoké škole. Úspěšný absolvent, inženýr architekt, může případně i dále studovat v doktorském studijním programu (doktor – Ph.D.), tedy získat tzv. velký doktorát (8 v ISCED).
Jako diplomant se někdy označuje student magisterského studijního programu, příp. student pracující na své diplomové (magisterské/inženýrské) práci. Magisterské studium se v tomto případě řádné ukončuje státní závěrečnou zkouškou (státnice), jejíž součástí je i obhajoba diplomové práce.
Tituly této úrovně (inženýrské, resp. master's degree) se většinou ve světě v praxi běžně neužívají, tedy neuvádějí apod., běžně tak většinou v praxi bývají užívány až tituly od vyššího stupně (typicky Ph.D.), nicméně vyjma právě profesních titulů; v některých zemích (Česko, Slovensko) však může být jejich formální uvádění v praxi častější.

## Historie
Akademický titul „inženýr architekt“ se ve zkratce píše správně „Ing. arch.“, tedy s mezerou před zkratkou arch. Mezi zkratkami titulů Ing. arch. a akad. arch. se v překladu do angličtiny nerozlišuje a jejich společným ekvivalentem je titul M.Arch. psaný za jménem. V různých částech světa se pak dnes používá u zkratek titulů různý pravopis, např. v USA se tyto zkratky píší zásadně s oddělujícími tečkami (M.Arch.), zatímco v Anglii, Kanadě, Austrálii a na Novém Zélandu se často používá notace bez teček (MArch).

### Do roku 1953
V Československu bylo udílen inženýr, typicky na ČVUT, přičemž studenti po jeho dokončení získávali tento titul (přesněji stavovské označení).

### Po roce 1953
Po převzetí moci komunisty byl následně roku 1950 přijat Nejedlého zákon o vysokých školách, který od roku 1953 zrušil tituly a stavovská označení pro nové absolventy a udíleny tak byly pouze profesní označení absolventů. Pro absolventy v oblasti architektury na vysokých školách tak bylo udíleno „inženýr architekt“. (Další byla např. promovaný právník, promovaný lékař, dřevařský inženýr a desítky dalších.) Od roku 1966 byly tituly opět udělovány, a to včetně nyní akademického titulu „inženýr architekt“ (Ing. arch.), či „inženýr“ (Ing.), po ukončení studia státní závěrečnou zkouškou. Kromě toho tento zákon zpětně přiznal dřívějším absolventům technických, ekonomických či zemědělských vysokých škol příslušný titul.

### Po roce 1990
Po revoluci byl přijat nový vysokoškolský zákon a udílen byl „inženýr“, titul „inženýr architekt“ nikoliv. Boloňský proces pak sjednotil evropské vysokoškolské vzdělávání. Od roku 1998 je opět udělován i titul „inženýr architekt“ (Ing. arch.). Původně bylo v Česku studium, které vedlo k získání tohoto gradu oficiálně označováno jako „vysokoškolské studium“, bakalářský studijní program byl označován jako „(obsahově) ucelená část vysokoškolského studia“. Vyšší kvalifikaci (8 v ISCED, doctor's degree) primárně určenou pro vědeckou činnost je pak možno od roku 1998 dosáhnout dalším 3-4letým studiem v doktorském studijním programu (doktor – Ph.D.), přičemž mezi lety 1990-1998 se jednalo o tzv. „postgraduální studium“ (doktor – Dr.) a v předchozím období (od roku 1953) se pak jednalo o tzv. „vědeckou aspiranturu“ (kandidát věd – CSc.). Dvoustupňový systém „dlouhého“ vysokoškolského studia a vědecké aspirantury se tak po revoluci i v Česku transformoval do třístupňového vysokoškolského systému standardního ve světě.